# Synchiropus laddi
Synchiropus laddi es una especie de peces de la familia Callionymidae en el orden de los Perciformes.

## Morfología
• Los machos pueden llegar alcanzar los 3 cm de longitud total.

## Hábitat
Es un pez de mar de clima tropical y asociado a los  arrecifes de coral que vive hasta los 15 m  de profundidad.

## Distribución geográfica
Se encuentra en Fiyi Indonesia y las Islas Marshall, Nueva Caledonia

## Observaciones
Es inofensivo para los humanos